# Hornkärrsjön
Hornkärrsjön är en sjö i Sala kommun i Västmanland och ingår i Dalälvens huvudavrinningsområde.